# Helle (rivier)
De Helle (Duits: Hill, Frans La Helle) is een zijrivier van de Vesder in de Belgische provincie Luik. De rivier stroomt op het plateau van de Hoge Venen en ontspringt nabij de Baraque Michel. In Eupen, 25 km verderop, mondt de rivier uit in de Vesder. Belangrijkste zijrivieren van de Helle zijn de Spoor en de Soor. Ongeveer de helft van haar weg stroomt de rivier door het Natuurpark Hoge Venen-Eifel. Een deel is Europees beschermd als Natura 2000-gebied Vallei van de Helle.

## De Helle als staatsgrens
Tijdens de Romeinse tijd was de rivier de grens tussen de gebieden Tongeren („Civitas Tungrorum“) en Keulen („Civitas Agrippinensium“). 
Van in de late middeleeuwen tot in het jaar 1795 vormde de rivier de grens tussen verscheidene gebieden. zo was hier de grens tussen het hertogdom Limburg en het hertogdom Luxemburg, en verder noordelijk tussen Limburg en het hertogdom Gulik. 
In de periode 1815-1830 scheidde de rivier Pruisen van het Verenigd Koninkrijk der Nederlanden, vanaf 1830 (na de Belgische Revolutie) vormde ze de grens tussen Pruisen en België.

## Helledam en kanaal
In 1952 werd een kleine stuwdam aangelegd, en een anderhalve kilometer lange verbindingstunnel gegraven tussen de Helle en de Vesderstuwdam , via de Ghete, om het grote waterverbruik van de textielindustrie beter te kunnen opvangen.

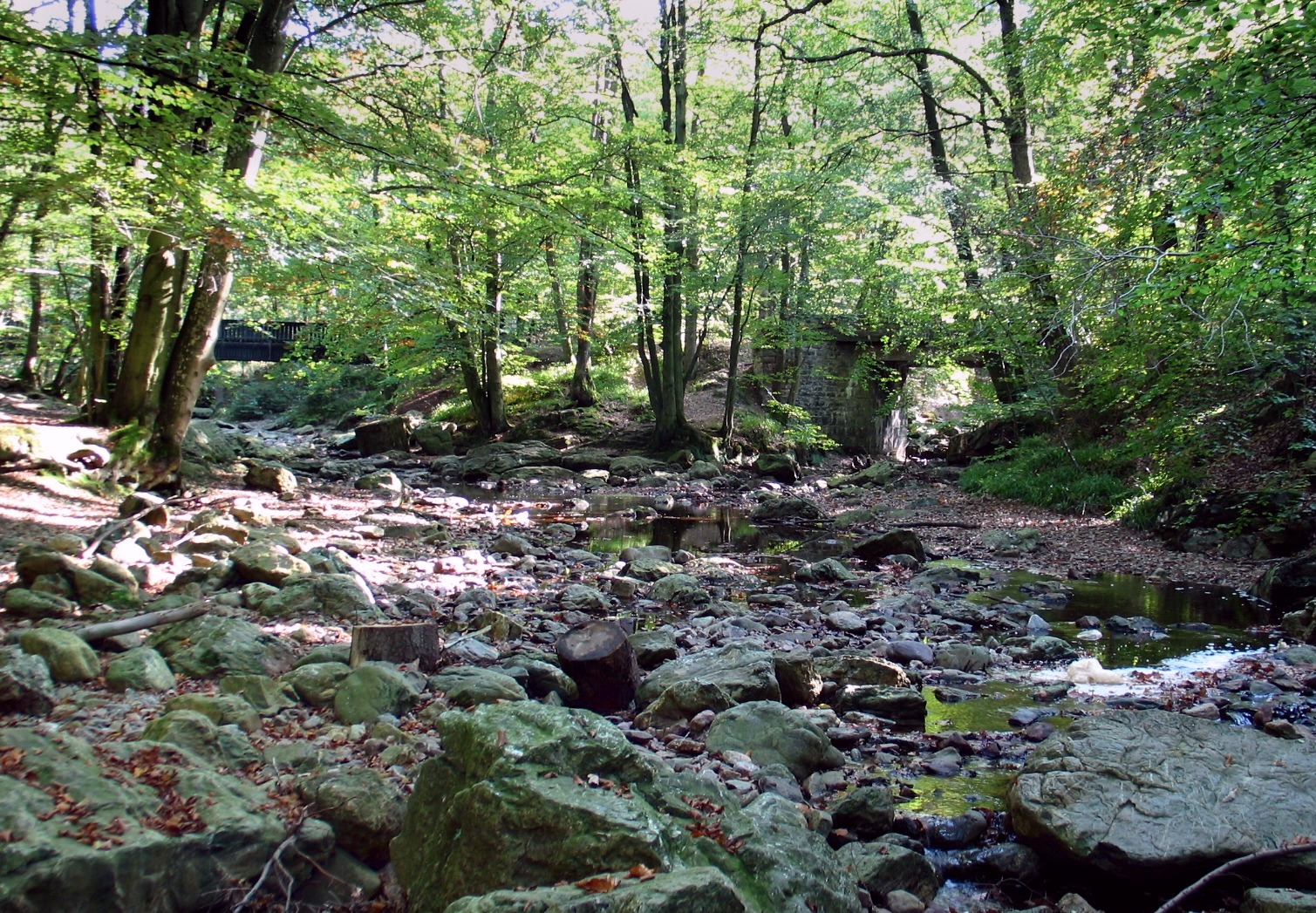
Monding van de Soor in de Helle
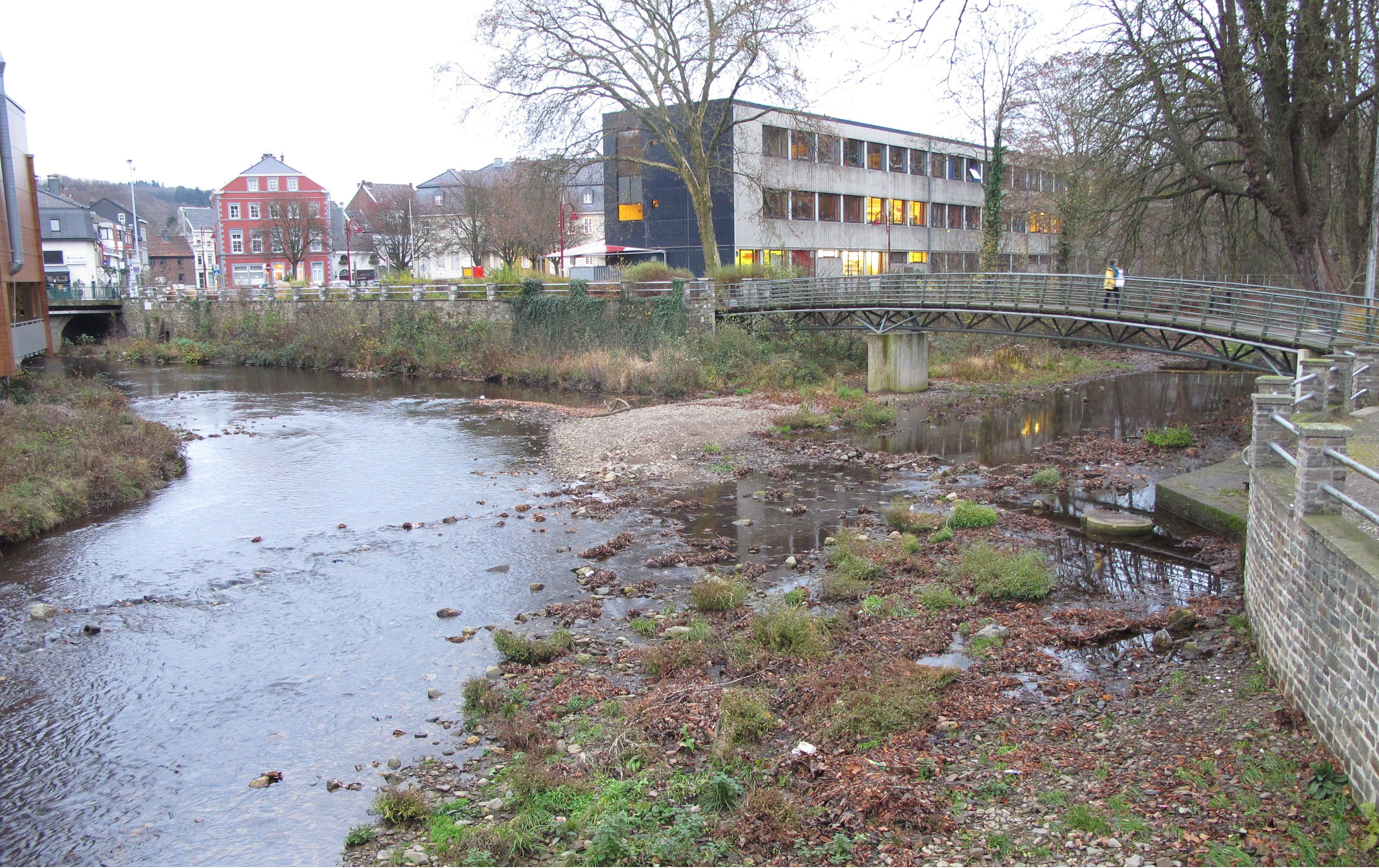
Monding van de Helle in de Vesder
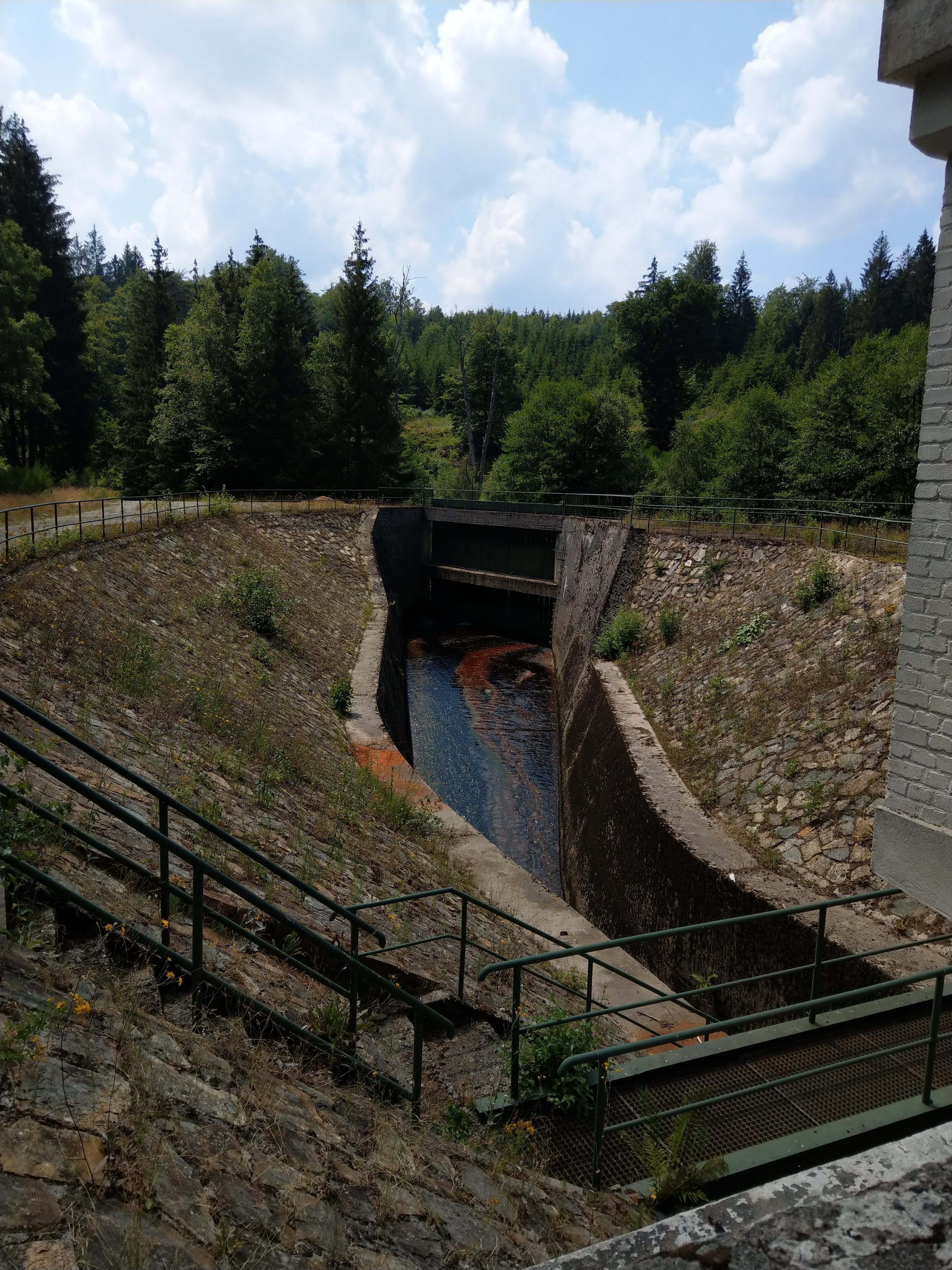
Ingang van de watertunnel vanuit de Helle naar de Vesderstuwdam